# Naguilian (La Union)
Naguilian ist eine Stadtgemeinde in der philippinischen Provinz La Union. Im Jahre 2015 zählte sie 54.221 Einwohner. Das Gebiet hat flache Täler, die bewirtschaftet werden und teilweise steile Hügel.
Naguilian ist in folgende 37 Baranggays aufgeteilt:
- Aguioas
- Al-alinao Norte
- Al-alinao Sur
- Ambaracao Norte
- Ambaracao Sur
- Angin
- Balecbec
- Bancagan
- Baraoas Norte
- Baraoas Sur
- Bariquir
- Bato
- Bimmotobot
- Cabaritan Norte
- Cabaritan Sur
- Casilagan
- Dal-lipaoen
- Daramuangan
- Guesset
- Gusing Norte
- Gusing Sur
- Imelda
- Lioac Norte
- Lioac Sur
- Magungunay
- Mamat-ing Norte
- Mamat-ing Sur
- Nagsidorisan
- Natividad
- Ortiz
- Ribsuan
- San Antonio
- San Isidro
- Sili
- Suguidan Norte
- Suguidan Sur
- Tuddingan